# Historische Jahrestage
Diese Liste zeigt eine tabellarische Anordnung von der Wikipedia bekannten historischen Jahrestagen.

## Historische Jahrestage
Historische Jahrestage sind Tage mit historischer Bedeutung oder Bezug. Ein historisches Ereignis ist eine Begebenheit, die eine geschichtliche Veränderung verursacht hat. Jeder Tag im Jahr hat den Status eines historischen Jahrestages. Der Kalender der historischen Jahrestage hilft bei der Suche nach bestimmten Gedenktagen, Geburtstagen und historischen  Ereignissen.
| Kalender der historischen Jahrestage | Kalender der historischen Jahrestage | Kalender der historischen Jahrestage | Kalender der historischen Jahrestage | Kalender der historischen Jahrestage | Kalender der historischen Jahrestage | Kalender der historischen Jahrestage | Kalender der historischen Jahrestage | Kalender der historischen Jahrestage | Kalender der historischen Jahrestage | Kalender der historischen Jahrestage | Kalender der historischen Jahrestage | Kalender der historischen Jahrestage | Kalender der historischen Jahrestage | Kalender der historischen Jahrestage | Kalender der historischen Jahrestage | Kalender der historischen Jahrestage | Kalender der historischen Jahrestage | Kalender der historischen Jahrestage | Kalender der historischen Jahrestage | Kalender der historischen Jahrestage | Kalender der historischen Jahrestage | Kalender der historischen Jahrestage | Kalender der historischen Jahrestage | Kalender der historischen Jahrestage | Kalender der historischen Jahrestage | Kalender der historischen Jahrestage | Kalender der historischen Jahrestage |
| ------------------------------------ | ------------------------------------ | ------------------------------------ | ------------------------------------ | ------------------------------------ | ------------------------------------ | ------------------------------------ | ------------------------------------ | ------------------------------------ | ------------------------------------ | ------------------------------------ | ------------------------------------ | ------------------------------------ | ------------------------------------ | ------------------------------------ | ------------------------------------ | ------------------------------------ | ------------------------------------ | ------------------------------------ | ------------------------------------ | ------------------------------------ | ------------------------------------ | ------------------------------------ | ------------------------------------ | ------------------------------------ | ------------------------------------ | ------------------------------------ | ------------------------------------ |
| Januar                               | Januar                               | Januar                               | Januar                               | Januar                               | Januar                               | Januar                               | Februar                              | Februar                              | Februar                              | Februar                              | Februar                              | Februar                              | Februar                              | März                                 | März                                 | März                                 | März                                 | März                                 | März                                 | März                                 | April                                | April                                | April                                | April                                | April                                | April                                | April                                |
| 1                                    | 2                                    | 3                                    | 4                                    | 5                                    | 6                                    | 7                                    | 1                                    | 2                                    | 3                                    | 4                                    | 5                                    | 6                                    | 7                                    | 1                                    | 2                                    | 3                                    | 4                                    | 5                                    | 6                                    | 7                                    | 1                                    | 2                                    | 3                                    | 4                                    | 5                                    | 6                                    | 7                                    |
| 8                                    | 9                                    | 10                                   | 11                                   | 12                                   | 13                                   | 14                                   | 8                                    | 9                                    | 10                                   | 11                                   | 12                                   | 13                                   | 14                                   | 8                                    | 9                                    | 10                                   | 11                                   | 12                                   | 13                                   | 14                                   | 8                                    | 9                                    | 10                                   | 11                                   | 12                                   | 13                                   | 14                                   |
| 15                                   | 16                                   | 17                                   | 18                                   | 19                                   | 20                                   | 21                                   | 15                                   | 16                                   | 17                                   | 18                                   | 19                                   | 20                                   | 21                                   | 15                                   | 16                                   | 17                                   | 18                                   | 19                                   | 20                                   | 21                                   | 15                                   | 16                                   | 17                                   | 18                                   | 19                                   | 20                                   | 21                                   |
| 22                                   | 23                                   | 24                                   | 25                                   | 26                                   | 27                                   | 28                                   | 22                                   | 23                                   | 24                                   | 25                                   | 26                                   | 27                                   | 28                                   | 22                                   | 23                                   | 24                                   | 25                                   | 26                                   | 27                                   | 28                                   | 22                                   | 23                                   | 24                                   | 25                                   | 26                                   | 27                                   | 28                                   |
| 29                                   | 30                                   | 31                                   |                                      |                                      |                                      |                                      | 29                                   | (30)                                 |                                      |                                      |                                      |                                      |                                      | 29                                   | 30                                   | 31                                   |                                      |                                      |                                      |                                      | 29                                   | 30                                   |                                      |                                      |                                      |                                      |                                      |
| Mai                                  | Mai                                  | Mai                                  | Mai                                  | Mai                                  | Mai                                  | Mai                                  | Juni                                 | Juni                                 | Juni                                 | Juni                                 | Juni                                 | Juni                                 | Juni                                 | Juli                                 | Juli                                 | Juli                                 | Juli                                 | Juli                                 | Juli                                 | Juli                                 | August                               | August                               | August                               | August                               | August                               | August                               | August                               |
| 1                                    | 2                                    | 3                                    | 4                                    | 5                                    | 6                                    | 7                                    | 1                                    | 2                                    | 3                                    | 4                                    | 5                                    | 6                                    | 7                                    | 1                                    | 2                                    | 3                                    | 4                                    | 5                                    | 6                                    | 7                                    | 1                                    | 2                                    | 3                                    | 4                                    | 5                                    | 6                                    | 7                                    |
| 8                                    | 9                                    | 10                                   | 11                                   | 12                                   | 13                                   | 14                                   | 8                                    | 9                                    | 10                                   | 11                                   | 12                                   | 13                                   | 14                                   | 8                                    | 9                                    | 10                                   | 11                                   | 12                                   | 13                                   | 14                                   | 8                                    | 9                                    | 10                                   | 11                                   | 12                                   | 13                                   | 14                                   |
| 15                                   | 16                                   | 17                                   | 18                                   | 19                                   | 20                                   | 21                                   | 15                                   | 16                                   | 17                                   | 18                                   | 19                                   | 20                                   | 21                                   | 15                                   | 16                                   | 17                                   | 18                                   | 19                                   | 20                                   | 21                                   | 15                                   | 16                                   | 17                                   | 18                                   | 19                                   | 20                                   | 21                                   |
| 22                                   | 23                                   | 24                                   | 25                                   | 26                                   | 27                                   | 28                                   | 22                                   | 23                                   | 24                                   | 25                                   | 26                                   | 27                                   | 28                                   | 22                                   | 23                                   | 24                                   | 25                                   | 26                                   | 27                                   | 28                                   | 22                                   | 23                                   | 24                                   | 25                                   | 26                                   | 27                                   | 28                                   |
| 29                                   | 30                                   | 31                                   |                                      |                                      |                                      |                                      | 29                                   | 30                                   |                                      |                                      |                                      |                                      |                                      | 29                                   | 30                                   | 31                                   |                                      |                                      |                                      |                                      | 29                                   | 30                                   | 31                                   |                                      |                                      |                                      |                                      |
| September                            | September                            | September                            | September                            | September                            | September                            | September                            | Oktober                              | Oktober                              | Oktober                              | Oktober                              | Oktober                              | Oktober                              | Oktober                              | November                             | November                             | November                             | November                             | November                             | November                             | November                             | Dezember                             | Dezember                             | Dezember                             | Dezember                             | Dezember                             | Dezember                             | Dezember                             |
| 1                                    | 2                                    | 3                                    | 4                                    | 5                                    | 6                                    | 7                                    | 1                                    | 2                                    | 3                                    | 4                                    | 5                                    | 6                                    | 7                                    | 1                                    | 2                                    | 3                                    | 4                                    | 5                                    | 6                                    | 7                                    | 1                                    | 2                                    | 3                                    | 4                                    | 5                                    | 6                                    | 7                                    |
| 8                                    | 9                                    | 10                                   | 11                                   | 12                                   | 13                                   | 14                                   | 8                                    | 9                                    | 10                                   | 11                                   | 12                                   | 13                                   | 14                                   | 8                                    | 9                                    | 10                                   | 11                                   | 12                                   | 13                                   | 14                                   | 8                                    | 9                                    | 10                                   | 11                                   | 12                                   | 13                                   | 14                                   |
| 15                                   | 16                                   | 17                                   | 18                                   | 19                                   | 20                                   | 21                                   | 15                                   | 16                                   | 17                                   | 18                                   | 19                                   | 20                                   | 21                                   | 15                                   | 16                                   | 17                                   | 18                                   | 19                                   | 20                                   | 21                                   | 15                                   | 16                                   | 17                                   | 18                                   | 19                                   | 20                                   | 21                                   |
| 22                                   | 23                                   | 24                                   | 25                                   | 26                                   | 27                                   | 28                                   | 22                                   | 23                                   | 24                                   | 25                                   | 26                                   | 27                                   | 28                                   | 22                                   | 23                                   | 24                                   | 25                                   | 26                                   | 27                                   | 28                                   | 22                                   | 23                                   | 24                                   | 25                                   | 26                                   | 27                                   | 28                                   |
| 29                                   | 30                                   |                                      |                                      |                                      |                                      |                                      | 29                                   | 30                                   | 31                                   |                                      |                                      |                                      |                                      | 29                                   | 30                                   |                                      |                                      |                                      |                                      |                                      | 29                                   | 30                                   | 31                                   |                                      |                                      |                                      |                                      |